# Shokoofeh Azar
Shokoofeh Azar (nascida em 1972) é uma escritora e jornalista iraniano-australiana. Seu romance, The Enlightenment of the Greengage Tree, foi indicado para o Stella Prize e o International Booker Prize.

## Biografia
Shokoofeh Azar nasceu no Irã em 1972. Seu pai era um autor e poeta, e ela estudou literatura na universidade antes de se tornar escritora e jornalista. Ela começou sua carreira como editora e também escreveu para uma enciclopédia literária no Irã. Mais tarde, ela trabalhou como editora em um jornal, antes de começar a escrever como jornalista.
Como jornalista, ela cobriu questões relacionadas aos direitos humanos e, particularmente, aos direitos das mulheres. Ela foi presa três vezes em conexão com seu trabalho, que costumava criticar o governo iraniano, e foi colocada em confinamento solitário por um período de três meses durante uma dessas prisões.
Seguindo o conselho de sua família, ela fugiu do Irã para a Turquia e de lá para a Indonésia, de onde viajou de barco, chegando a um centro de detenção de refugiados australianos na Ilha do Natal em 2011. Ela buscou e obteve asilo político na Austrália em 2011. Ela não falava inglês ao chegar à Austrália e aprendeu o idioma quando adulta. Ela atualmente mora em Geelong, Victoria, e está estudando comunicação e jornalismo na Deakin University.

## Escrita
O romance de Azar de 2020, The Enlightenment of the Greengage Tree, se passa no Irã, implantando um realismo mágico para narrar os incidentes que cercaram a vida de uma família no Irã durante a Revolução Islâmica de 1979. O romance foi originalmente escrito em Farsi e foi publicado pela primeira vez em tradução inglesa pela Wild Dingo Press na Austrália em 2017. O tradutor optou por permanecer anônimo. Foi nomeado para o Prêmio Stella de Ficção na Austrália em 2018. Também estava na longa lista para o Prêmio Internacional Booker em 2020, e Azar é a primeira autora iraniana a ser nomeada para o prêmio. O livro foi republicado para públicos fora da Austrália pela Europa Editions. O livro também foi incluído na lista publicada por Elena Ferrante com recomendação de 40 romances escritos por mulheres nos séculos 20 e 21.